# Xenolimosina phoba
Xenolimosina phoba är en tvåvingeart som beskrevs av Marshall 1985. Xenolimosina phoba ingår i släktet Xenolimosina och familjen hoppflugor. Inga underarter finns listade i Catalogue of Life.